# Sertãozinho Hóquei Clube
O Sertãozinho Hóquei Clube é um clube brasileiro de hóquei sobre patins, sediado na cidade de Sertãozinho, no estado de São Paulo. Suas cores são vermelho e branco.

## História
O Sertãozinho foi fundado no dia 5 de janeiro de 1980, idealizado pelo paulistano Haroldo Pérsio Requena, ex-jogador de hóquei do Palmeiras. Na época da fundação, Haroldo residia em Ribeirão Preto e era tecladista e vocalista do grupo musical Memorial 5. Como não havia clubes das proximidade de Ribeirão Preto que praticassem o hóquei, Haroldo então decidiu criar o seu próprio clube para a prática do esporte, o que foi conseguido com o apoio do prefeito de Sertãozinho da época, Dr. Waldir Alceu Trigo.
A primeira partida disputada pelo Sertãozinho ocorreu no dia 8 de janeiro de 1980, na vitória por 10x2 sobre a Portuguesa de Desportos, em partida válida pelo Torneio de Sertãozinho. A primeira equipe da história do clube era formada por Xixa, Teco (irmão de Haroldo), Mané, Cláudio, Careca, Ruy, Victor Santos e o próprio Haroldo.
No mesmo ano de fundação, o Sertãozinho sagrou-se campeão paulista, ao derrotar o Internacional de Santos por 1x0. 
Em 1982, conquistou seu primeiro título do Campeonato Sul-Americano, ao vencer o Estudantil da Argentina por 3x2 na final disputada na cidade argentina de San Juan.
Em 1985, o Sertãozinho conquistou o maior título de sua história, o Mundial Interclubes, além de conquistar o Campeonato Brasileiro (vitória na final sobre o Clube Português do Recife por 2x0, em Curitiba).
Em 2001, a cidade de Sertãozinho foi sede do 25º Campeonato Brasileiro de Hóquei sobre Patins. Atuando em casa, o Sertãozinho conquistou o título no Ginásio Docão, após vencer o Clube Português do Recife por 6x5 no dia 21 de julho.
Em 2007, o clube alcançou o inédito pentacampeonato brasileiro, ao vencer, em Recife, o Sport Club do Recife na decisão por 2x1..

## Títulos
- Mundial Interclubes: 1985.
- Campeonato Sul-Americano: 3 vezes (1982, 1985 e 1991).
- Campeonato Brasileiro: 19 vezes (1985, 1986, 1987, 1989, 1990, 1991, 1992, 1995, 1996, 1999, 2001, 2003, 2004, 2005, 2006, 2007, 2008, 2009 e 2012).
- Torneio Rio-São Paulo: 1996.
- Campeonato Paulista: 19 vezes (1980, 1984, 1985, 1986, 1987, 1989, 1990, 1991, 1992, 1993, 1997, 1998, 1999, 2000, 2001, 2002, 2003, 2007 e 2008).
- Taça São Paulo: 12 vezes (1982, 1983, 1985, 1986, 1988, 1989, 1990, 1991, 1992, 1993, 1995 e 2001).
- Torneio Início: 1983.

### Outras conquistas
- Torneio de Sertãozinho: 4 vezes (1980, 1983, 1984 e 1994).
- Torneio de Catanduva: 1981.
- Torneio de Recife: 2 vezes (1982 e 1989).
- Torneio de Santos: 5 vezes (1982, 1985, 2000, 2006 e 2007).
- Troféu Nilson Costa: 2 vezes (1985 e 1992).
- Torneio em Portugal: 1985.
- Torneio na Suíça: 1985.
- Troféu Imprensa: 1987.
- Torneio da Portuguesa: 2002.
- Torneio de São Paulo: 2008.

## Treinadores
- 1980-1982: Eduardo Mucci (Duda)
- 1983: Antonio Dorian Requena (Teco)
- 1984: Fred Jacques
- 1985-1989: Eduardo Mucci (Duda)
- 1990-1994: Victor Santos
- 1995-1996: Silvio Blancacco (Silvinho)
- 1997-1998: Maurício Barbosa Duque
- 1998-2000: Victor Santos
- 2002-2008: Silvio Blancacco (Silvinho)
- 2008: Antonio Carlos Cavallaro (Tuca)
- 2009-2011: Silvio Blancacco (Silvinho)
- 2012: Antonio Carlos Cavallaro (Tuca)

## Recordes
- Atleta que mais atuou:  Victor Santos (451 jogos)
- Atleta que mais marcou gols:  Victor Santos (1.192 gols)
- Atleta que mais marcou gols em um só jogo:  Victor Santos (35 gols)
- Maior goleada à favor:  Sertãozinho 51x0 São Paulo (Campeonato Paulista 1983), em casa; 1º de Dezembro 1x29 Sertãozinho (Campeonato Brasileiro 1981), fora de casa
- Maior goleada contra:  Sertãozinho 3x18 Seleção Brasileira (Amistoso), em casa; UVT da Argentina 11x2 Sertãozinho (Campeonato Sul Americano 2004), fora de casa